# Бирза (Муреш)
Бирза (рум. Bârza) — село у повіті Муреш в Румунії. Входить до складу комуни Синджер.
Село розташоване на відстані 282 км на північний захід від Бухареста, 31 км на захід від Тиргу-Муреша, 47 км на південний схід від Клуж-Напоки.

## Населення
За даними перепису населення 2002 року у селі проживали 76 осіб, з них 75 осіб (98,7%) румунів. Рідною мовою 75 осіб (98,7%) назвали румунську.